# Mont Écho
Le mont Écho est un sommet des monts Sutton culminant à 751 m d'altitude, dans la municipalité de Sutton. Il offre une vue panoramique sur la chaîne des montagnes Vertes du Vermont.

## Toponymie
Avant l'aménagement de la station de ski, la propriété était connue sous le nom d'Echo Valley,. Il est probable que le nom de la station de ski fut dérivé de cette appellation.

## Géographie

### Situation, topographie

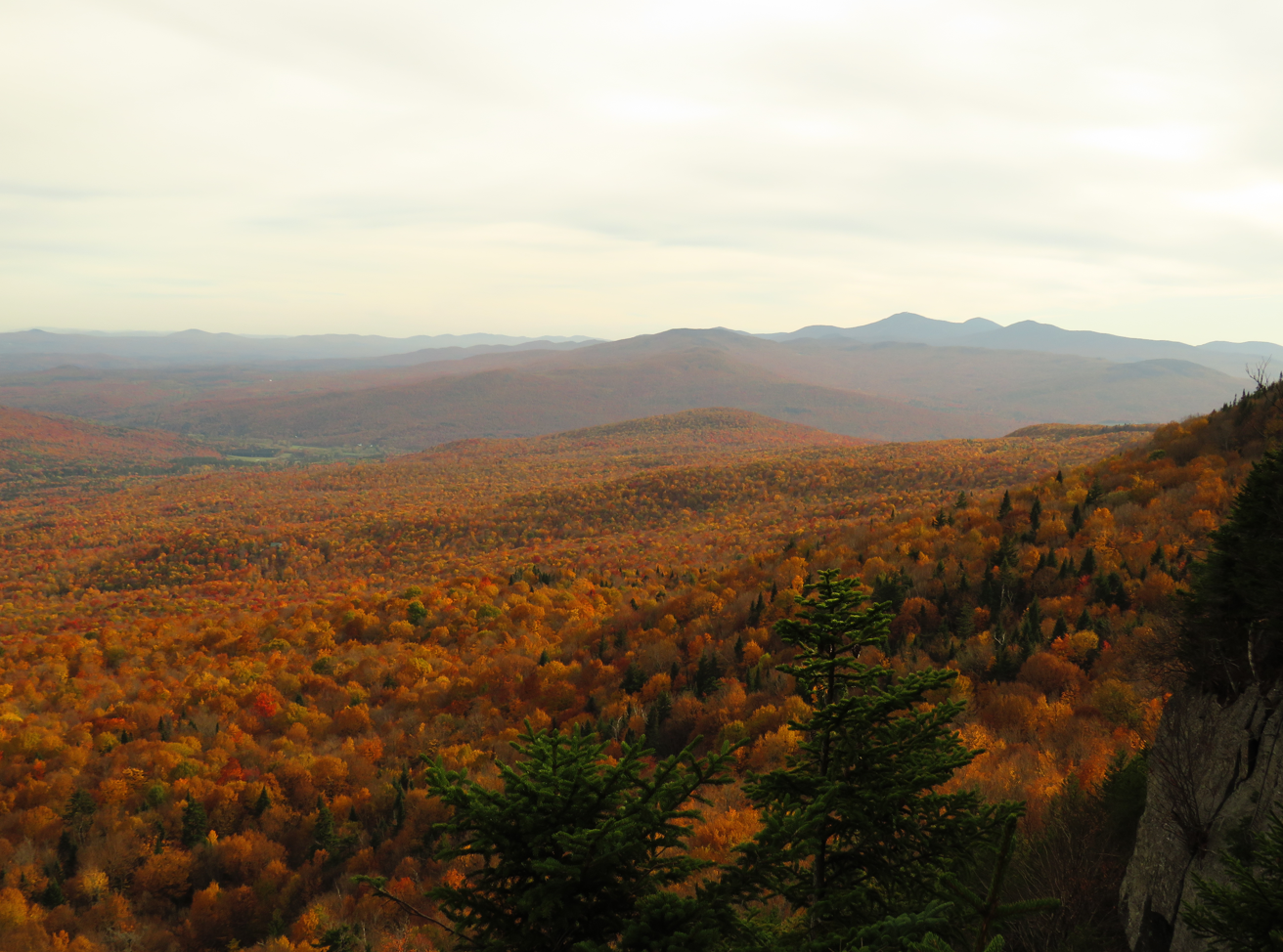
Vue depuis le mont Écho ; le pic Jay, au Vermont, est visible.

S'élevant entre 750 m et 761 m d’altitude, ce mont se situe à l’est du village de Sutton et au sud-ouest du mont Singer.
La montagne comprend plusieurs petits étangs, mares temporaires et milieux humides. Parmi les plus importants figure le lac Cliff, un petit lac de montagne situé sur le versant nord-est. Il s'agit d'une propriété privée appartenant au « Sutton Cliff Lake Club ». L’Étang-aux-Herbages, traversé par le ruisseau Singer, est localisé sur le versant est de la montagne. Par ailleurs, le ruisseau Jackson prend sa source sur le mont Singer ainsi que sur le versant nord-est du mont Écho.

## Histoire

### Montagne de ski
Des coupes forestières ont été réalisées sur le mont Écho par Harold Boyce, dans le cadre d’un contrat conclu en 1946 avec la « Atlas Plywood Company ». Par la suite, M. Boyce a fait l’acquisition d’un versant de la montagne.
En 1963, M. Boyce a vendu ses terrains situés sur le mont Écho à cinq hommes d'affaires de Waterloo souhaitant y développer une station de ski,.
La première saison d'exploitation du centre a eu lieu durant l'hiver 1963-1964. À cette époque, la station fut dotée de deux télésièges de la société Gerhard Muller, dont l’un était alors le plus long télésiège double au Canada. Elle disposait également d'une remontée mécanique de type Poma et offrait un réseau de pistes totalisant environ 19 km .
Dès sa première saison, la station a rejoint l’Association des stations de ski des Cantons de l'Est et du nord du Vermont, aux côtés des monts Orford, Sutton, North Hatley et Jay Peak. L’année suivante, Bromont s’est joint également à ce regroupement.

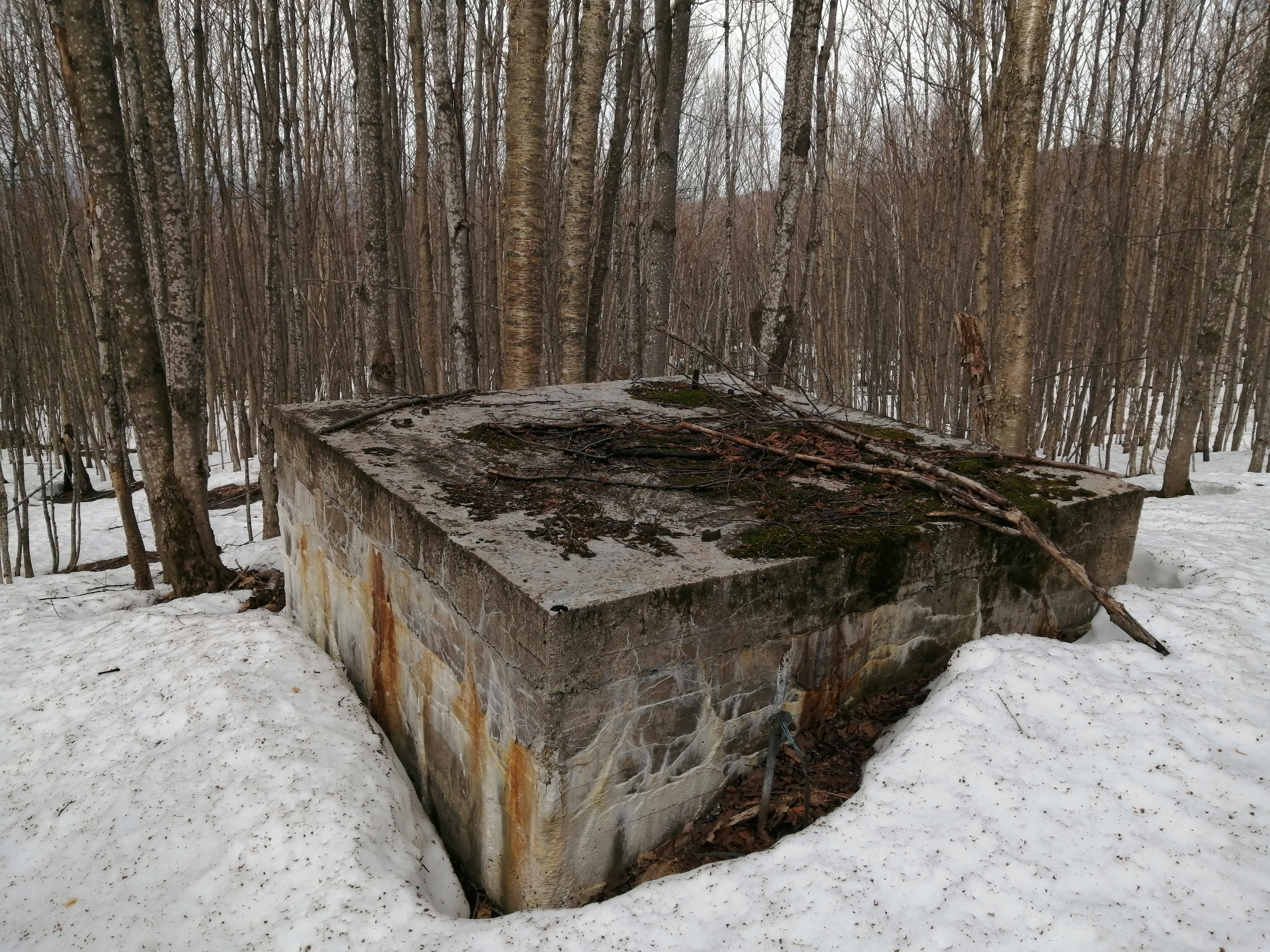
Ancienne base de béton d'un pylôme de remontée mécanique.

Malgré certaines bonnes saisons de ski, la station a rencontré d’importantes difficultés financières au fil des années. L’exploitation de la station de ski a fait face à plusieurs défis, notamment la présence d’un plateau au centre du domaine skiable, des conditions parfois rudes pour les skieurs en raison du temps prolongé nécessaire pour atteindre le sommet en télésiège durant les journées froides, un accès difficile au site en voiture, l’absence de neige artificielle, ainsi qu’une concurrence marquée des stations voisines du mont Sutton et d’Owl’s Head.
La dernière saison d'exploitation de la station de ski du mont Écho a eu lieu durant l’hiver 1977-1978. À la suite de sa fermeture, les équipements ont été partiellement récupérés par le mont Sutton. Les pylônes des télésièges ont été transportés par hélicoptère jusqu'à cette station, où ils ont été réinstallés. La grande remontée mécanique du mont Écho est alors devenue le télésiège V et la plus petite fut réutilisée pour devenir le télésiège I Ouest.

### Achat par la Domtar
À la fin de l’année 1984, la compagnie Domtar a acheté la montagne, pour 390 000 $, dans le but de faire des coupes forestières sur la montagne,. Cependant, aucune coupe n’était prévue avant 1990. En juillet 1992, la Domtar a fait une demande de permis de coupe. Le permis fut refusé, car la demande ne respectait plus le nouveau règlement adopté par la MRC le 12 juin 1992. Dans un même temps, une pétition pour s’opposer aux coupes fut signée par 3 814 personnes et l’idée de faire un parc avec la montagne fut soulevée par le maire du canton de Sutton Raymond Robillard,.
Malgré le désir de vente en 1994 et la rumeur selon laquelle 15 compagnies étaient intéressées à acquérir le territoire, les terrains englobant la montagne et le mont Singer furent plutôt vendus en 2004 à l’organisme Conservation de la nature Canada, devenant le plus grand site naturel privé protégé dans l'Est du Canada,. L’Association de conservation du Mont Écho (ACMÉ) fut incorporée la même année.
En 2009, le gouvernement du Québec a accordé au territoire le statut de réserve naturelle en milieu privé. Il prend alors le nom de la réserve naturelle des Montagnes-Vertes (RNMV).

## Activités

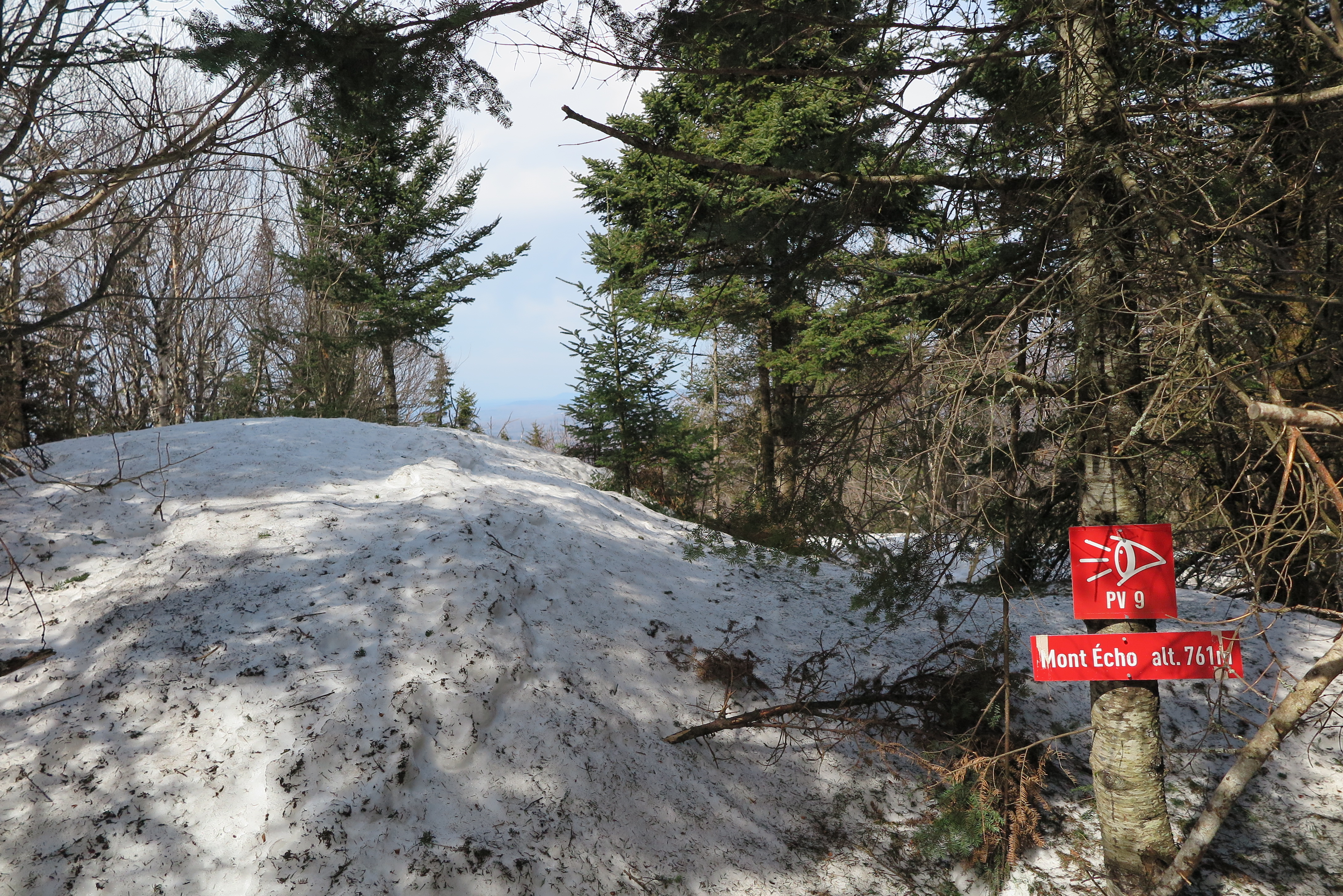
Vue du sommet du mont Echo.

Le mont Écho est traversé par le sentier de longue randonnée des Sentiers de l’Estrie, un réseau de sentiers pédestres qui s’étend sur plusieurs municipalités des Cantons-de-l'Est. Un sentier de 12 km permet aussi d’atteindre le sommet durant une journée de randonnée.
Dans le bas de la montagne, un autre petit sentier permet d'admirer les gorges du mont Écho.